# Mike Dopud
Mike Dopud (Montréal, 10 giugno 1968) è un attore, stuntman e giocatore di football americano canadese.

## Biografia
Mike Dopud nasce a Montréal nel 1968, secondogenito di una famiglia jugoslava.
Inizia la sua carriera televisiva come stuntman nel 1995 per poi dedicarsi alla recitazione, dal 1997 in poi.
È anche un atleta, infatti giocava a football americano e a hockey.
È sposato con l'attrice Angela Schneider.

## Filmografia

### Cinema
- Le spie (I Spy), regia di Betty Thomas (2002)
- Ballistic, regia di Wych Kaoyasananda (2002)
- X-Men 2 (X2), regia di Bryan Singer (2003) – non accreditato
- White Noise - Non ascoltate (White Noise), regia di Geoffrey Sax (2005)
- Alone in the Dark, regia di Uwe Boll (2005)
- Sub Zero - Paura sulle montagne (Subzero), regia di Jim Wynorski (2005)
- BloodRayne, regia di Uwe Boll (2005)
- Caos (Chaos), regia di Tony Giglio (2005)
- L'uomo senza ombra 2 (Hollow Man II), regia di Claudio Fäh (2006)
- Seed, regia di Uwe Boll (2007)
- In the Name of the King (In the Name of the King: A Dungeon Siege Tale), regia di Uwe Boll (2007)
- Pathfinder - La leggenda del guerriero vichingo (Pathfinder), regia di Marcus Nispel (2007)
- Supercuccioli sulla neve (Snow Buddies), regia di Robert Vince (2008)
- Far Cry, regia di Uwe Boll (2008)
- Supercuccioli nello spazio (Space Buddies), regia di Robert Vince (2009)
- X-Men le origini - Wolverine (X-Men Origins: Wolverine), regia di Gavin Hood (2009)
- Driven to Kill - Guidato per uccidere (Driven to Kill), regia di Jeff King (2009)
- A Dangerous Man - Solo contro tutti (A Dangerous Man), regia di Keoni Waxman (2009)
- L'alba del pianeta delle scimmie (Rise of the Planet of the Apes), regia di Rupert Wyatt (2011)
- Final Destination 5, regia di Steven Quale (2011)
- Mission: Impossible - Protocollo fantasma (Mission: Impossible - Ghost Protocol), regia di Brad Bird (2011)
- Una spia non basta (This Means War), regia di McG (2012)
- The Package, regia di Jesse V. Johnson (2012)
- Die Hard - Un buon giorno per morire (A Good Day to Die Hard), regia di John Moore (2013) – non accreditato
- L'uomo d'acciaio (Man of Steel), regia di Zack Snyder (2013)
- Assalto a Wall Street (Assault on Wall Street), regia di Uwe Boll (2013)
- X-Men - Giorni di un futuro passato (X-Men: Days of Future Past), regia di Bryan Singer (2014)
- Rampage - Giustizia capitale (Rampage: Capital Punishment), regia di Uwe Boll (2014)
- Skin Trade - Merce umana (Skin Trade), regia di Ekachai Uekrongtham (2014)
- S.W.A.T. - Sotto assedio (S.W.A.T.: Under Siege), regia di Tony Giglio (2017)
- Deadpool 2, regia di David Leitch (2018)
- Mercy, regia di Tony Dean Smith (2023)

### Televisione
- Smallville – serie TV, 10 episodi (2006-2009)
- Supernatural – serie TV, episodio 4x15 (2009)
- Mental – serie TV, episodio 1x08 (2009)
- Durham County – serie TV, 6 episodi (2009)
- Stargate Universe – serie TV, 15 episodi (2010-2011)
- Grimm – serie TV, episodi 2x01-2x02 (2012)
- Continuum – serie TV, 5 episodi (2012-2014)
- Halo 4: Forward Unto Dawn – serie web, 5 episodi (2012)
- Beauty and the Beast – serie TV, episodio 1x05 (2012)
- Mistresses - Amanti (Mistresses) – serie TV, 7 episodi (2013)
- White Collar – serie TV, episodio 5x06 (2013)
- Cedar Cove – serie TV, 11 episodi (2014-2015)
- Motive - serie TV, episodio 2x05 (2014)
- La giustizia di una madre (Her Own Justice), regia di Jason Bourque – film TV (2015)
- Dark Matter – serie TV, 4 episodi (2016)
- Arrow – serie TV, 6 episodi (2016-2017)
- The Strain – serie TV, episodio 3x07 (2016)
- iZombie – serie TV, episodi 3x03-3x05-3x08 (2017)
- Criminal Minds: Beyond Borders – serie TV, episodio 2x08 (2017)
- Power – serie TV, 19 episodi (2017-2020)
- Lethal Weapon – serie TV, episodio 2x02 (2017)
- The 100 – serie TV, 5 episodi (2018)
- Big Sky – serie TV, episodio 1x16 (2021)
- Turner e il casinaro - La serie (Turner & Hooch) – serie TV, 3 episodi (2021)
- Day of The Dead – serie TV, 9 episodi (2021)
- Keep Breathing – miniserie TV, 3 episodi (2022)

## Doppiatori italiani
Nelle versioni in italiano delle opere in cui ha recitato, Mike Dopud è stato doppiato da:
- Andrea Lavagnino in Smallville (ep. 6x12), Seed, Cedar Cove
- Sergio Lucchetti in Sub Zero - Paura sulle montagne, S.W.A.T. - Sotto assedio
- Francesco Prando in Stargate SG-1, Supercuccioli sulla neve[1]
- Alberto Bognanni in Rampage - Giustizia capitale, It's Bruno!
- Fabrizio Temperini in White Noise - Non ascoltate
- Vladimiro Conti in Caos
- Roberto Certomà in Driven to Kill - Guidato per uccidere
- Gianluca Machelli in Smallville (ep.6x08, 8x18, 9x01, 9x03)
- Fabrizio Russotto in Smallville (ep. 8x02, 8x13)
- Domenico Strati in Supernatural
- Mauro Gravina in Mental
- Davide Marzi in Stargate Universe
- Achille D'Aniello in Final Destination 5
- Massimiliano Lotti in Halo 4: Forward Unto Dawn
- Andrea Bolognini in Continuum (st. 1, ep. 2x13)
- Dario Oppido in Continuum (ep. 3x07)
- Francesco Caruso Cardelli in Una spia non basta
- Frédéric Lachkar in Mistresses - Amanti
- Sergio Luzi in Assalto a Wall Street
- Massimo Bitossi in White Collar
- Angelo Maggi in Motive
- Pierluigi Astore in iZombie
- Antonio Palumbo in Arrow
- Roberto Draghetti in Power
- Nicola Braile in The 100
- Pasquale Anselmo in Keep Breathing
- Stefano Alessandroni in The Strain
- Massimo De Ambrosis in FBI: Most Wanted